# Union Gießerei Königsberg
La Union Gießerei Königsberg (tedesco: Unione fonderie Königsberg) è stata una industria tedesca impiantata nella città di Königsberg attiva dal 1828 al 1931 nella siderurgia, nella metalmeccanica e nella cantieristica.

## Storia
La società venne fondata dagli imprenditori Gustav Schnell, Friedrich Laubmeyer e Carl-August Dultz a Königsberg, nel Regno di Prussia il 1º maggio 1828 che impiantarono una fonderia. Nel 1845 la società ha assunto la denominazione di Union Gießerei .
Il 1º aprile 1846 Johann Gottfried Dietrich Wilhelm Ostendorff assunse la direzione dell'azienda e, avendo studiato negli anni precedenti la costruzione di motori marini e locomotive in Inghilterra, avviò la costruzione di motori a vapore e la produzione di caldaie. Il 5 dicembre 1855, la Union Gießerei consegnò la prima locomotiva a vapore alla Ferrovia orientale prussiana.
Nel 1855 venne avviata la costruzione di navi di ferro con un piroscafo a pale e un motore a vapore da 40 cavalli e la produzione cantieristica proseguì con successo negli anni successivi. Oltre ai piroscafi a pale vennero realizzati rimorchiatori e navi a vapore da carico, cui successivamente si aggiunsero pescherecci e navi passeggeri. In totale, sono stati consegnati almeno 189 nuove imbarcazioni.
Il 2 giugno 1881 la società venne convertita in società per azioni.
La produzione andò sviluppandosi abbastanza rapidamente con la costruzione di ponti, strutture in acciaio, gru, motori a vapore, locomotive, navi di vario tipo, attrezzature per l'industria della birra, del latte e della distilleria. La centesima locomotiva uscì dalla fabbrica nel 1878, la cinquecentesima nel 1890 e la millesima nel 1899.
Con l'obiettivo di espandere l'impianto nel 1907 la società acquisì un terreno con accesso diretto al mare e nel 1912 la fabbrica venne trasferita nel luogo in cui ora sorge il cantiere navale Jantar'.
Al termine della prima guerra mondiale dalla quale l'Impero tedesco uscì sconfitto, la Prussia orientale era diventata una regione periferica nella Germania, trovandosi, dopo l'istituzione del corridoio di Danzica, isolata dal resto del territorio tedesco e la Union Gießerei non ricevette alcun ordine per la costruzione di locomotive da parte della Deutsche Reichsbahn-Gesellschaft la compagnia statale delle ferrovie tedesche con la quale le trattative si rivelarono senza successo, provocando forti problemi economici all'azienda. Nel 1927, grazie ad un piano di aiuti statali per i territori orientali denominato "Ostlandhilfe", alla Union Gießerei e alla Schichau-Werke, altra impresa industriale della Prussia orientale, vennero assegnati contratti per la costruzione delle locomotive della serie DRG 64 e DRG 80, le cui consegne da parte della Union Gießerei vennero ultimate nel 1929.
Sebbene la Union Gießere avrebbe dovuto costruire parte delle 50 locomotive treni espresso commissionate dalla DRG nel 1930, i negoziati con la DRG fallirono e a partire dal 17 marzo 1930 la costruzione di queste locomotive venne fatta per conto della F. Schichau GmbH, che nel 1931 ha assunto il completo controllo della Union Gießerei. l'operazione dell'Unione è gestita come una filiale di F. Schichau GmbH, che assume completamente nel 1931 la società.